# Canandaigua
Canandaigua es una ciudad ubicada en el condado de Ontario, en el estado estadounidense de Nueva York. Según el censo del año 2000 tenía una población de 11,264 habitantes y una densidad poblacional de 945 personas por km².

## Geografía
Canandaigua se encuentra ubicada en las coordenadas 42°53′10″N 77°16′54″O / 42.88611, -77.28167. Según la Oficina del Censo, la ciudad tiene un área total de 12,5 km² (4,8 mi²), de la cual 11,9 km² (4,6 mi²) es tierra y 0,6 km² (0,2 mi²) (4.75%) es agua.

## Demografía
Según el censo del año 2000, los ingresos medios por hogar en la localidad eran de $37,197 y los ingresos medios por familia eran $47,388. Los hombres tenían unos ingresos medios de $31,950 frente a los $26,538 para las mujeres. La renta per cápita para la localidad era de $20,153. Alrededor del 9.5% de la población estaban por debajo del umbral de pobreza.